# Guru Meditation
Guru Meditation (meditazione del Guru) è il messaggio di errore critico di sistema presente nei primi sistemi informatici Amiga. È paragonabile agli "screens of death" degli altri sistemi operativi. Nella piattaforma di virtualizzazione VirtualBox di Oracle, un errore grave che avviene nel sistema guest è riportato come "Guru Meditation".

## Descrizione

Un esempio del messaggio d'errore che compariva in cima ad una schermata nera.

Quando si verificava in un elaboratore Amiga un errore di sistema grave e non risolvibile autonomamente, appariva il Guru Meditation. Per uscirne, l'utente poteva riavviare il sistema premendo il tasto sinistro del mouse, o richiedere l'intervento di ROMWack, un piccolo debugger inserito nel sistema operativo, connettendo un apposito terminale a 9600 bit/s tramite la porta seriale e premendo il tasto destro.
L'avviso appare come un rettangolo posizionato nella parte superiore di una schermata nera. I bordi (lampeggianti) e le scritte solitamente sono rossi, ma in caso di errori ripristinabili sono verdi.
Nel frattempo il LED verde del POWER si spegne e quello rosso lampeggia. Nelle versioni 2.x e 3.x l'avvertimento era giallo con scritto "Software Failure", eccetto in alcune primissime versioni della 2.x, dove era verde. In casi estremi, può apparire anche se la memoria di sistema è completamente fuori uso.
L'errore è indicato sotto forma di due codici.
La formattazione è #0000000x.yyyyyyyy in caso di errore della CPU, o #aabbcccc.dddddddd in caso di errore delle risorse software.
Se il primo numero, indicato con #, è "0", l'errore è probabilmente ripristinabile, se invece è "8" si è di fronte a un errore irreversibile.

## La Trista Mietitrice

Una Trista Mietitrice.

Nelle ultime versioni di AmigaOS (a partire dalla 4.0 beta), quando si verificavano errori, in luogo del Guru Meditation, veniva mostrata una finestra con il titolo "The Grim Reaper" (La Trista Mietitrice).
La Trista Mietitrice, popolare sinonimo della morte, avvisava che il processo era terminato in modo anomalo.
Venivano mostrate tre opzioni: "Kill" (uccidi), "More" (altro) e una terza opzione che serviva per richiamare un debugger.